# Vita e opinioni di Tristram Shandy, gentiluomo
(Incipit del romanzo, trad. di Flavia Marenco)
La vita e le opinioni di Tristram Shandy, gentiluomo (o Tristram Shandy) è un romanzo di Laurence Sterne, pubblicato a puntate nel corso di 8 anni. Consta di nove volumi: i primi due apparsi nel 1759, il 3 e il 4 nel 1761, il 5 e il 6 nel 1762, i volumi 7 e 8 nel 1765, il 9 nel 1767. Il libro è la biografia fittizia del personaggio eponimo. Shan o shandy è un termine dialettale dello Yorkshire che significa "instabile" oppure "confuso". I lettori scoprirono con sorpresa e scandalo che l'eroe sarebbe rimasto una figura embrionale nel corso di tutta la storia. Lo stile dell'opera è marcato dalle digressioni, dai doppi sensi, dai dispositivi grafici.
Sterne fu un lettore accanito, cosa che si riflette nel Tristram Shandy. Molte delle sue similitudini, ad esempio, sono riprese da opere di poeti metafisici del XVII secolo e il romanzo stesso, concentrato sui problemi del linguaggio, tiene conto costantemente delle teorie di John Locke espresse in An Essay Concerning Human Understanding. Arthur Schopenhauer definì l'opera uno dei più grandi romanzi mai scritti.

## Trama

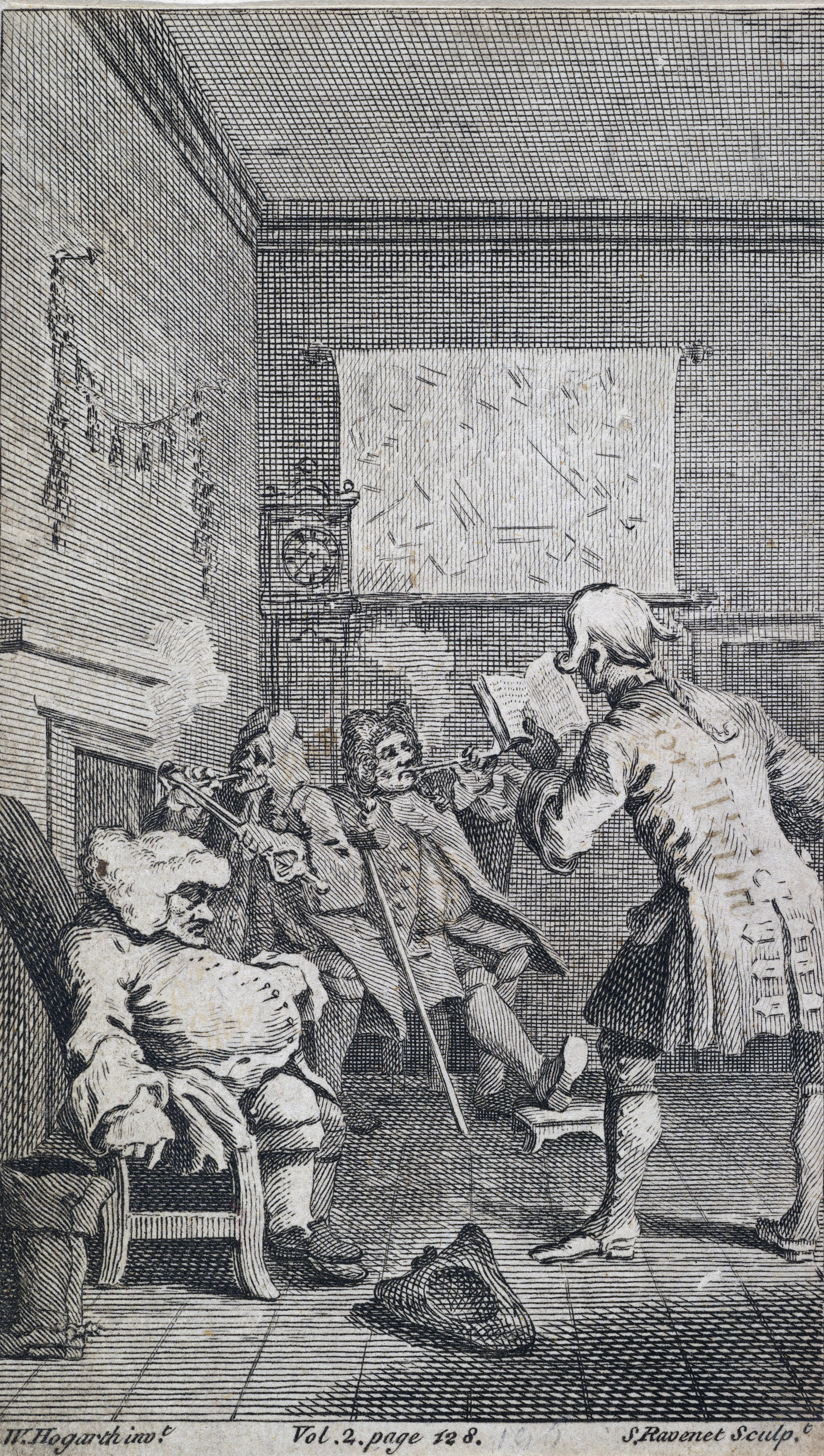
William Hogarth, Trim legge il sermone (1760)

Il romanzo è il ritratto umoristico di una famiglia e delle persone che entrano in contatto coi suoi componenti: il padre di Tristram, il geniale Walter, la madre molto posata, ma un po' ottusa, lo zio Toby, un ex ufficiale dell'esercito, troppo pacifico per la sua professione, il parroco Yorick, che si distingue per ingenuità e umorismo, il caporale Trim e la vedova Wadman. Il narratore, cioè Tristram stesso, interviene e commenta il corso del processo di scrittura o le disgraziate vicende che lo hanno coinvolto fin da prima della sua nascita. Inoltre, l'autore inserisce nella trama amici e rivali, facilmente riconoscibili, nei panni di personaggi comici.

## Tecniche e stile

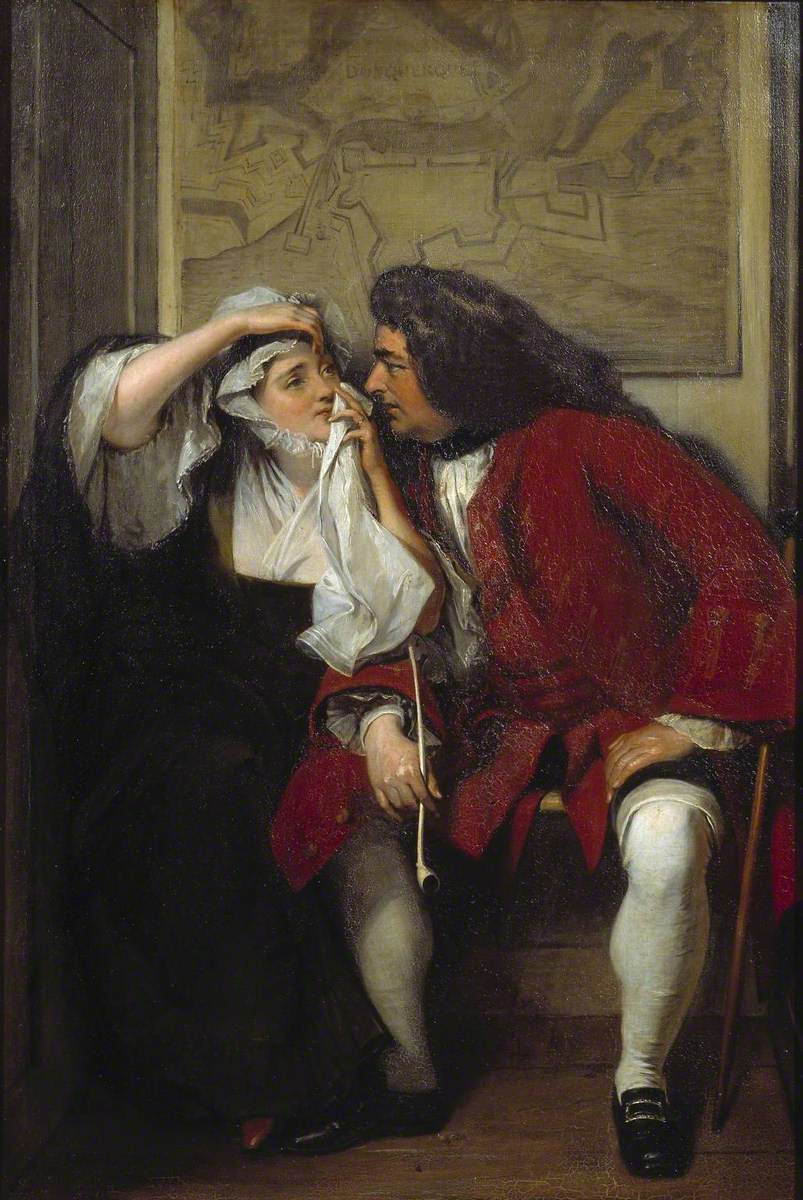
Zio Toby e la vedova Wadman in un dipinto di Charles Robert Leslie, National Gallery.

Sterne è universalmente considerato il precursore del romanzo modernista. Tristram Shandy è infatti un'opera decisamente insolita, che fa parodia e sperimentazione delle strutture narrative allora in voga, tanto che alla fine si scoprirà che la narrazione ha coperto solo una giornata di vita della famiglia. La nuova concezione del romanzo di Sterne si manifesta anche nelle stranezze tipografiche: una pagina completamente bianca, un'altra nera, una marmorizzata, i capitoli a volte di una sola frase. Viene considerato un antiromanzo in quanto rompe con le convenzioni del romanzo tradizionale, attraverso le digressioni nella narrazione, l'uso innovativo della cronologia tra flashback e flashforward e l'assenza di una vera e propria trama. Viene considerato anche un metaromanzo, in quanto troviamo riflessioni sui processi narrativi di scrittura e sulla natura del romanzo in sé.
Tristram Shandy influenzerà enormemente la letteratura futura; tra gli scrittori maggiormente influenzati si possono citare James Joyce, Samuel Beckett, Georges Perec, Thomas Pynchon e Javier Marías. Gli elementi che sono stati recepiti in misura maggiore riguardano la struttura del romanzo, come la tecnica della digressione, quella dello spostamento, e i frequenti appelli al lettore, ma soprattutto il ricorso alla metanarrazione, cioè ai commenti dell'autore a proposito della propria scrittura e della letteratura in generale. Sterne tende a rimandare le vicende principali favorendo quelle secondarie. Il risultato è un attento connubio tra episodi primari e secondari: gli eventi principali della storia di Tristram vengono ritardati da discussioni, dialoghi, racconti che solo in apparenza risultano non pertinenti o sgradevoli al lettore, in effetti il vero collante del romanzo.

## Influenze
In filosofia e matematica è ben noto il cosiddetto paradosso di Tristram Shandy, che è stato introdotto da Bertrand Russell nel suo libro I principi della matematica per evidenziare le contraddizioni interne che derivano dall'assunzione che insiemi infiniti possono avere la stessa cardinalità. Proprio come accade con il gentleman dell'opera, che impiega un anno per scrivere la storia di una singola giornata della sua vita, nell'ipotesi che possa essere scritta per un tempo infinito.
Nel 2005 Michael Winterbottom ha provato a fare una riduzione cinematografica del Tristram Shandy, aggiungendo al gioco di cornici sterniano la storia della produzione stessa del film. Il titolo è A Cock and Bull Story.

## Edizioni
- Laurence Sterne, The Life and Opinions of Tristram Shandy, Gentleman, Voll. I-IX. London : printed for R. and J. Dodsley, 1759-1767 [Dal vol. V l'editore varia in London: printed for T. Becket and P. A. Dehondt]
- Lorenzo Sterne, La vita e le opinioni di Tristano Shandy, 3 voll.; prima versione italiana di Ada Salvatore; con xilografie di Benito Boccolari, Collana Classici del ridere, Roma: A. F. Formiggini, 1922-1923.
- Tristram Shandy, traduzione di Antonio Meo, Prefazione di Carlo Levi, Torino, Einaudi, 1990  [Collana Narratori Stranieri Tradotti n.52, 1958], ISBN 88-06-11699-1. Introduzione di Giorgio Melchiori, Collana Oscar Grandi Classici n.6, Mondadori, Milano, 1974.
- Vita e opinioni di Tristram Shandy, traduzione di Giuliana Aldi Pompili, Introduzione di Attilio Brilli, Collana Classici Moderni, Milano, BUR, 2002  [1958], ISBN 88-17-12919-4.
- Vita e opinioni di Tristram Shandy, traduzione di Cesarina Melandri-Minoli, Introduzione di Sergio De Marco, Torino, UTET, 1967.
- Tristram Shandy (2 voll.), traduzione di Silvana Morra, Collana Capolavori della narrativa, Novara, Istituto Geografico De Agostini, 1983  [1968].
- La vita e le opinioni di Tristram Shandy, gentiluomo, traduzione di Lidia Conetti Zazo, Collana Oscar Classici, Milano, Arnoldo Mondadori Editore, 1992, ISBN 88-04-35885-8.
- La vita e le opinioni di Tristram Shandy, gentiluomo, traduzione di Flavia Marenco, a cura di Flavio Gregori, Collana I Meridiani, Milano, Mondadori, 2016, ISBN 978-88-04-66935-7.
- La vita e le opinioni di Tristram Shandy, gentiluomo, traduzione di Flavia Marenco, a cura di Flavio Gregori, Collana Oscar Classici, Milano, Mondadori, 2017, ISBN 9788804684619.